# ديفيد سميث (كاياكير)
ديفيد سميث (بالإنجليزية: David Smith)‏ هو كاياكير أسترالي، ولد في 13 فبراير 1987 في ولونغونغ في أستراليا.

## وصلات خارجية
- دايفيد سميث على موقع الاتحاد الدولي للكانو (الإنجليزية)
- دايفيد سميث على موقع اللجنة الأولمبية الدولية (الإنجليزية)
- دايفيد سميث على موقع أوليمبيديا (الإنجليزية)
- دايفيد سميث على موقع اللجنة الأولمبية الأسترالية (الإنجليزية)